# Espiridión Lara
Espiridón Lara (1855 - 1911) fue un abogado, gobernador del estado de Tamaulipas del 1 de junio de 1911 al 30 de noviembre de 1911. Nació en Tula, Tamaulipas. Tras la renuncia de Juan B. Castelló como consecuencia de los Tratados de Ciudad Juárez, Espiridión Lara fue nombrado Gobernador por el Congreso Local. Renunció por motivos de salud y le sucedió en el puesto de manera interina Matías Guerra y Joaquín Argüelles. Murió en Tampico a causa de tuberculosis pulmonar a la edad de 56 años el día 25 de diciembre de 1911. Le sobrevivieron su esposa Concepción G. de Lara; sus padres Macedonio Lara y Josefa Aguilar de Lara.